# ملتقى القاهرة الدولي لفنون الخط العربي
ملتقى القاهرة الدولي لفنون الخط العربي ملتقى يختص بالخط العربي وفنونه، ينظمه صندوق التنمية الثقافية التابع لوزارة الثقافة المصرية بالتعاون مع الجمعية المصرية العامة للخط العربي، ويقام سنويا بالعاصمة المصرية مدينة القاهرة.

## أهدافه
تنظيم معرض عام، وندوة علمية، وورش عمل لتنمية الذائقة الفنية، وإحياء التراث الفني والإبداعي والتاريخي العربي في مجالات الخط.
تشكيل صورة حضارية للفنون الإسلامية والعربية، وتقديم صورة إيجابية عنها بواسطة حوارات إنسانية خلاقة.
تنمية الوعي النقدي والفني من خلال الأبحاث والدراسات النظرية المتعلقة بفنون الخط العربي.

## فعالياته
- ورش عمل فنية متخصصة
- معرض عام للمسابقة بجميع فروعها
- معارض خاصة للمكرمين وضيوف الشرف
- ندوة علمية دولية لمناقشات الأبحاث ومحاورها[1][2]

## المشاركون
تقدم الدعوة لجميع فناني الخط العربي، والمبدعين والباحثين في مجالاته المختلفة من جميع دول العالم عبر الموقع الإلكتروني للملتقى، ويتقدم الراغبين في المشاركة الفردية من خلال الموقع الإلكتروني، أو الاتصال المباشر لتقديم طلب المشاركة.

## مجالات المشاركة
- الاتجاهات الخطية الحديثة
- التيار الأصيل للخط العربي
- الفنون المستلهمة للحرف العربي بالوسائط التقنية[1][2]

## شروط المشاركة
- أن يتقدم المشارك بأعمال أصلية ولا تقبل المنسوخة أو المطبوعة
- ألا تتجاوز عدد المساهمات لكل مشترك عن ثلاثة أعمال فنية
- ألا يكون قد مضى على إنتاج العمل الفني أكثر من عامين
- أن لا تقل مساحة اللوحة عن ( 30 × 40 سم )
- ألا يكون العمل فاز في مسابقات أخرى[1][2]

## المكرمون
يكرم الملتقى كل عام ما لا يزيد عن أربعة من الرموز العلمية أو الفنية للخط العربي، إضافة إلى عدد من ضيوف الشرف المقرر تكريمهم من اللجنة العليا للملتقى.